# Marc Price
Marc Price (New Jersey, 23 febbraio 1968) è un attore statunitense, famoso per aver interpretato il ruolo di Irwin "Skippy" Handelman nella serie televisiva Casa Keaton. ha diretto il film Dune drifter nel 2020.

## Biografia
Price è figlio dell'attore Al Bernie e della cantante Joy Mann.
Ha esordito come attore nel 1982 in un episodio della serie televisiva Giorno per giorno. In quello stesso anno entrò poi a far parte del cast della serie Casa Keaton nel ruolo di Irwin "Skippy" Handelman. Nel 1985 ha recitato nel suo primo film cinematografico, The Zoo Gang, ma è l'anno seguente che ottenne grande successo interpretando Eddie Weinbauer nel film horror Morte a 33 giri. Nel 1988 è apparso accanto a Kevin Dillon in Il salvataggio. Dal 1989 al 1992 ha partecipato al game show Teen Win, Lose or Draw su Disney Channel e durante questo periodo Price ha anche recito in Killer Tomatoes Eat France accanto a John Astin, Angela Visser e Steve Lundquist.
Nel 2013, dopo dieci anni di assenza sulle scene, è tornato a recitare nel film The Moon & The Starr.
Nel 2020 ha diretto il film Dune Drifter.

## Filmografia

### Cinema
- The Zoo Gang, regia di Pen Densham e John Watson (1985)
- Morte a 33 giri (Trick or Treat), regia di Charles Martin Smith (1986)
- Il salvataggio (The Rescue), regia di Ferdinand Fairfax (1988)
- Killer Tomatoes Eat France!, regia di John De Bello (1992)
- Little Devils: The Birth, regia di George Pavlou (1993)
- The Moon & The Starr, regia di Zane Rubin (2013)
- Wig'd Out, regia di Kate Chaplin (2016)
- Hell's Bells, regia di Jim O'Rear e Scott Tepperman (2020)

### Televisione
- Giorno per giorno (One Day at a Time) – serie TV, 1 episodio (1982)
- Archie Bunker's Place – serie TV, 1 episodio (1982)
- Casa Keaton (Family Ties) – serie TV, 51 episodi (1982-1989)
- Condo – serie TV, 13 episodi (1983)
- Tutti a Naja (Combat High), regia di Neal Israel – film TV (1986)
- Hotel – serie TV, 1 episodio (1987)
- Class Cruise - Una vacanza esagerata (Class Cruise), regia di Oz Scott – film TV (1989)
- ABC Afterschool Specials – serie TV, 1 episodio (1990)
- Giochi segreti a Las Vegas (Hearts Are Wild) – serie TV, 1 episodio (1992)

## Riconoscimenti
- 1984 - Young Artist Award
  - Nomination Best Young Actor in a Comedy Series per Casa Keaton
- 1986 - Young Artist Award
  - Best Young Actor Starring in a Television Series per Casa Keaton